# Panaxia kurdistanica
Panaxia kurdistanica là một loài bướm đêm thuộc phân họ Arctiinae, họ Erebidae.